# Liste von Studentenfilmen der Filmuniversität Babelsberg Konrad Wolf
Diese Liste enthält  Filme von Studierenden an der Hochschule für Film und Fernsehen bzw.  Filmuniversität Babelsberg in Auswahl. Diese sollten einen Wikipedia-Artikel  oder eine besondere Bedeutung haben.

## Geschichte

### 1954–1989
Bald nach der Gründung der Deutschen Hochschule für Filmkunst in Potsdam-Babelsberg 1954 wurden die ersten  studentischen filmischen Übungen mit geringen Mitteln hergestellt. Die  Grundausrichtung der Hochschule war in diesen ersten Jahren  „einerseits geprägt von den Auswirkungen des Hochstalinismus ostdeutscher Spielart, andererseits von wechselnden konzeptionellen Ansätzen bei der Ausbildung.“
Einige studentische Filme entwickelten aber innovative Ansätze, die besonders  von sowjetischen experimentellen Filmen und  vom italienischen Neorealismus  beeinflusst waren (Auf einem Bahnsteig, 1957).
In den 1960er Jahren wurden die Möglichkeiten etwas offener, auch durch das Engagement neuer Dozenten, die die Studenten mit den neuen Entwicklungen des internationalen Films bewusst bekannt machten. So sind die Einflüsse der. Nouvelle Vague, der. tschechischen Neuen Welle und innovativer polnische Filme auch in einigen Babelsberger Studentenfilmen zu erkennen..
In der Babelsberger Hochschule  wurden  vor allem Dokumentarfilme gedreht, sowohl aus Kostengründen, aber auch um die Studierenden aus ihren künstlerisch- elitärem Umfeld in die alltägliche Wirklichkeit in der DDR zu holen. 
Inhalte vieler Filme waren alltägliche Themen, Porträts von Menschen aus einfachen Verhältnissen, der Arbeitsalltag in Betrieben, usw., einige orientierten sich auch stärker an offiziellen ideologischen Vorgaben. Seit den frühen 1970er Jahren wurden vermehrt Frauenschicksale zum Thema (Wolters Trude, 1977).
Die starke Ausrichtung der studentischen Filme  auf Alltagssituationen  prägte danach wesentlich den DEFA-Dokumentarfilm.
Die studentischen Filme wurden in verschiedenen Stadien überprüft und öfter dann auch verboten. Einige wurden auf dem Internationalen Dokumentarfilmfestival in Leipzig oder beim Kurzfilmfestival in Neubrandenburg gezeigt, einige wenige  im Fernsehen oder  bei anderen öffentlichen Vorführungen. Seit 1972 wurden beim Internationalen Studentenfilmfestival in Babelsberg eigene und ausländische Produktionen vorgestellt.
Insgesamt blieb aber die öffentliche Wahrnehmung dieser Filme sehr begrenzt.

### Seit 1990
Seit 1990 gab es viele neue Möglichkeiten für die Studierenden, vor allem auch einen stärkeren Austausch mit der Filmkunst in westlichen  und außereuropäischen Ländern.
1995 wurde das Filmfestival Sehsüchte gegründet. Viele Babelsberger Studierendenproduktionen aus dieser Zeit wurden bei   Filmfestivals im In- und Ausland gezeigt.

## Filme 1955–1990

### Übersicht
Bis 1990 wurden etwa 1700 studentische Filme an der Babelsberger Hochschule gedreht, die meisten davon Dokumentarfilme.
Einige zeichnen sich durch  Experimentierfreude und Innovativität aus, viele andere waren  eher langweilig oder technisch unausgereift.
Die meisten blieben in der Öffentlichkeit unbekannt.
Einige Filme wurden bei Retrospektiven zur Babelsberger Hochschule,  sowie bei Filmfestivals oder in Programmkinos gezeigt.
19 von ihnen sind auf der DVD Babelsberger Freiheiten (2018) enthalten.
Einige Studentenfilme von den später bekannten  Filmemachern Kurt Tetzlaff, Jürgen Böttcher, Jörg Foth, Helke Misselwitz, Andreas Voigt, Petra Tschörtner,  und Andreas Dresen erhielten auch Preise bei Filmfestivals. Diese waren meist auch gleichzeitg die Abschlussfilme der Kamerastudierenden.

### Filme
Abkürzungen: Ü = Filmübung, H = Hauptprüfungsfilm, D = Diplomfilm, M= Meisterschülerfilm; Zahl =  Minuten; s/w = Schwarzweißfilm, fa = Farbfilm
| Jahr   | Titel                                                 | Regie                             |     |       |         | Sonstiges |
| ------ | ----------------------------------------------------- | --------------------------------- | --- | ----- | ------- | --- |
| 1956   | Petras Erlebnis                                       | Ingrid Meyer (Ingrid Reschke)     | Ü   | 6     | sw      | einer der ersten erhaltenen Studentenfilme in Babelsberg, über die Tagebuchnotizen eines Mädchen                                                         |
| 1957   | Auf einem Bahnsteig                                   | Kurt Tetzlaff                     | Ü   | 7     | s/w     | Fahrgäste am S-Bahnhof Ostkreuz, erster international preisgekrönter Studentenfilm der DDR, bei Studentenfilmfestival in Wien                            |
| 1957   | Der Junge mit der Lampe                               | Jürgen Böttcher                   | Ü   |       | s/w     | über einen Jungen auf den Straßen Berlins, im Stile des französischen Neorealismus, beeinflusste mehrere Studierendenjahrgänge, nicht öffentlich gezeigt |
| 1959   | Dresden, wenige Jahre danach                          | Jürgen Böttcher                   | Ü   | 24    | s/w     | |
| 1960   | Notwendige Lehrjahre                                  | Jürgen Böttcher                   | D   | 18    | s/w     | über Jugendliche über Jugendliche in einem Jugendwerkhof                                                                                                 |
| 1965   | Ekkehard Schall                                       | Ahmed Romhi                       | D   |       | s/w     | über den Schauspieler Ekkehard Schall |
| 1967   | Der Brief                                             | Iwanka Grybtschewa                | D   | 18    | s/w     | über einen Jungen in einer Wohnung |
| 1968   | Paragraph 14                                          | Ulrich Weiß                       | D   |       | s/w     | über zwei Jugendliche im Jugendwerkhof |
| 1970   | Im Dienste des Volkes                                 | Jörns Pfeiffer                    |     | 13    | s/w     | über ein Volkspolizeirevier in Berlin, im Auftrag des Ministeriums des Innern                                                                            |
| 1971   | Die Kollwitz und ihre Kinder                          | Christa Mühl                      | Ü?  | 10    | s/w     | über den Kollwitzplatz in Berlin-Prenzlauer Berg |
| 1971   | Ist der Mann gleichberechtigt?                        | Hans-Jürgen Hohmann               |     |       | s/w     | |
| 1975   | Jestem Baba. Ich bin ein Weib                         | Jörg Andrees                      | D   | 51    | s/w     | Kooperation mit Filmhochschule Łódź, über polnische Frauen                                                                                               |
| 1975   | Wer ein Paar Holzlatschen abgelaufen hat              | Gabriele Denecke                  | H   | 33    | s/w     | über Steinbrucharbeiter in Sachsen, gezeigt beim Dokumentarfilmfestival Leipzig (1975, 2022) und der Berlinale (1978)                                    |
| 1975   | Wanderzirkus                                          | Angelika Andrees                  | H   | 24    | s/w     | Impressionen von einer Zirkusveranstaltung |
| 1976   | Blues ist einfach Leben                               | Bernd Maywald, Helmut Heine       | D   |       | s/w     | |
| 1976   | Kinder kriegen?                                       | Sibylle Schönemann                |     | 18    | s/w     | über Schwangerschaftsabbrüche, Preis in Neubrandenburg, Neuaufführung 1996                                                                               |
| 1977   | Wolters Trude                                         | Gabbriele Denecke                 | D   | 22    | fa      | über das Leben einer 72-jährigen Landarbeiterin, DVD |
| 1977   | Jacki                                                 | Angelika Andrees                  | D   | 30    | s/w     | über ein 14-jähriges Berliner Mädchen und dessen Umgebung; gezeigt bei Berlinale 1978                                                                    |
| 1977   | Weil ich hier arbeite                                 | Julia Kunert                      | D   | 29    | s/w     | über Arbeiter im Stahlwerk Hennigsdorf, gezeigt bei Berlinale 1978                                                                                       |
| 1977   | Der Prozeß                                            | Jörg Foth                         | D   | 36    | s/w     | über deutsch-polnische Liebesbeziehung, die von der Umgebung abgelehnt wird, Preis bei Studentenfestival in Budapest, gezeigt auf der Berlinale 1978     |
| 1978   | Imbiß                                                 | Thomas Heise                      | Ü   | 7     | s/w     | aus einem Schnellimbiss am Berliner Alexanderplatz, DVD                                                                                                  |
| 1978   | Sonnabend, Sonntag, Montagfrüh                        | Hannes Schönemann                 | Ü   |       | s/w     | über Jugendliche am Wochenende in Brandenburg |
| 1979   | Ansichten oder ich weiß nicht, ob es akzeptiert wird… | Dietmar Wolf                      | H   |       | s/w     | |
| (1979) | Orangemond                                            | Gabriele Denecke                  | (M) | 56    | s/w     | über einen unangepassten Jugendlichen, keine Fertigstellung nach dem Rohschnitt zugelassen, Erstaufführung 2024                                          |
| 1979   | Verstecken                                            | Helke Hoffmann (Helke Misselwitz) | Ü   | 9     | s/w     | über zwei jüdische Kinder, gezeigt bei Filmfestival Cottbus 2012                                                                                         |
| (1980) | Wozu denn über diese Leute einen Film?                | Thomas Heise                      |     |       | s/w     | verboten, Erstaufführung 1989 |
| 1980   | Ein Leben                                             | Helke Hoffmann (Helke Misselwitz) | Ü   | 31    | fa, s/w | über eine Bäckersfrau, ausgezeichnet auf Filmfestivals in Leipzig und Oberhausen, DVD                                                                    |
| 1980   | Ramona                                                | Sibylle Schönemann                |     |       |         | Spielfilm über eine junge Frau, die ihren möglichen Vater erstmals besucht                                                                               |
| 1980   | Oyoyo                                                 | Chetna Vora                       | H   |       |         | über ausländische Bewohner eines Studentenwohnheims in Berlin, um 2020 einer der gefragtesten Filme aus dem Hochschulfilmarchiv                          |
| (1981) | Frauen in Berlin                                      | Chetna Vora                       | (D) | (139) |         | sehr offene Interviews mit Frauen über ihr Leben, nach dem Rohschnitt nicht fertiggestellt, nur Kurzfassung und abgefilmte Kopie erhalten                |
| 1981   | Juliane                                               | Roland Helia                      | Ü   |       | s/w     | |
| 1982   | Femini – Rockband aus Berlin                          | Petra Tschörtner                  | H   |       | fa      | |
| 1982   | Haus. Frauen. – Eine Collage                          | Helke Misselwitz                  | Ü   | 15    | fa      | ausgezeichnet in Oberhausen |
| 1984   | Hinter den Fenstern                                   | Petra Tschörtner                  | D   |       | fa      | |
| 1985   | Wacher sein und tiefer träumen                        | Karl Farber                       | D   |       | fa      | Diplomfilm des Kameramanns Phi Tien Son |
| 1987   | Alfred                                                | Andreas Voigt                     | D   | 43    |         | über einen Leipziger Altkommunisten und Anarchisten, Preis in Neubrandenburg                                                                             |
| 1989   | Die Puhdys kommen                                     | Frank Ebert                       |     | 30    | fa      | über Konzert der DDR-Rockband Puhdys bei Stuttgart |
| 1989   | Jenseits von Klein Wanzleben                          | Andreas Dresen                    | D   | 41    | fa      | |
| 1990   | So schnell es geht nach Istanbul                      | Andreas Dresen                    |     | 43    | s/w     | Spielfilm nach Erzählung von Jurek Becker über Ost-West-Romanze kurz nach der Wende, fünf Preise in der Bundesrepublik, West-Berlin und Frankreich, DVD  |

## Filme seit 1991
Sämtliche Filme sind Farbfilme.
| Jahr | Titel                           | Regie               | Sonstiges                   |
| ---- | ------------------------------- | ------------------- | --------------------------- |
| 2005 | Netto                           | Robert Thalheim     |                             |
| 2006 | Neun Szenen                     | Dietrich Brüggemann | Diplomfilm                  |
| 2006 | Berliner Reigen                 | Dieter Berner       | Diplomfilm                  |
| 2010 | Topper gibt nicht auf           | Félix Koch          | 3D-Film                     |
| 2011 | Kriegerin                       | David Wnendt        | Diplomfilm                  |
| 2011 | Dicke Mädchen                   | Axel Ranisch        | Diplomfilm                  |
| 2012 | Little Thirteen                 | Christian Klandt    | Koproduktion                |
| 2012 | Nach Wriezen                    | Daniel Abma         |                             |
| 2012 | Am Himmel der Tag               | Pola Beck           | Koproduktion                |
| 2013 | Love Steaks                     | Jakob Lass          |                             |
| 2014 | Anderswo                        | Ester Amrami        |                             |
| 2016 | Am Ende der Wald                | Felix Ahrens        | Bachelorfilm                |
| 2016 | Zwischen den Stühlen            | Jakob Schmidt       | Abschlussfilm               |
| 2017 | Rakete Perelman                 | Oliver Alaluukas    | Koproduktion, Abschlussfilm |
| 2019 | Im Stillen laut                 | Therese Koppe       | Abschlussfilm               |
| 2022 | Wir könnten genausogut tot sein |                     |                             |
| 2023 | The Ordinaries                  |                     |                             |